# Ламби Кандев
Ламби Станчев Кандев е деец на БРСДП (т.с.) и БКП.

## Биография
Ламби Кандев е роден на 13 февруари 1879 г. в град Свищов. Завършва Ломското педагогическо училище. Работи като учител.
Член на БРСДП (т.с.) от 1900 г. Основател (1905) и секретар на Учителската социалдемократическа организация (1908 – 1923). Секретар на настоятелството на Съюза на работническата социалдемократическа младеж (1912 – 1919).
Журналист и редактор на в. „Учителска искра“ (1911 – 1919), в. „Младежка правда“ (1919 – 1920) и в. „Учителско единство“ (1924 – 1925).
Арестуван преди избухването на Септемврийското въстание (1923). След атентата в църквата „Света Неделя“ е арестуван и убит.
Негова съпруга е Райна Kандева (1882 – 1967).